# Óleo da polpa do tucumã

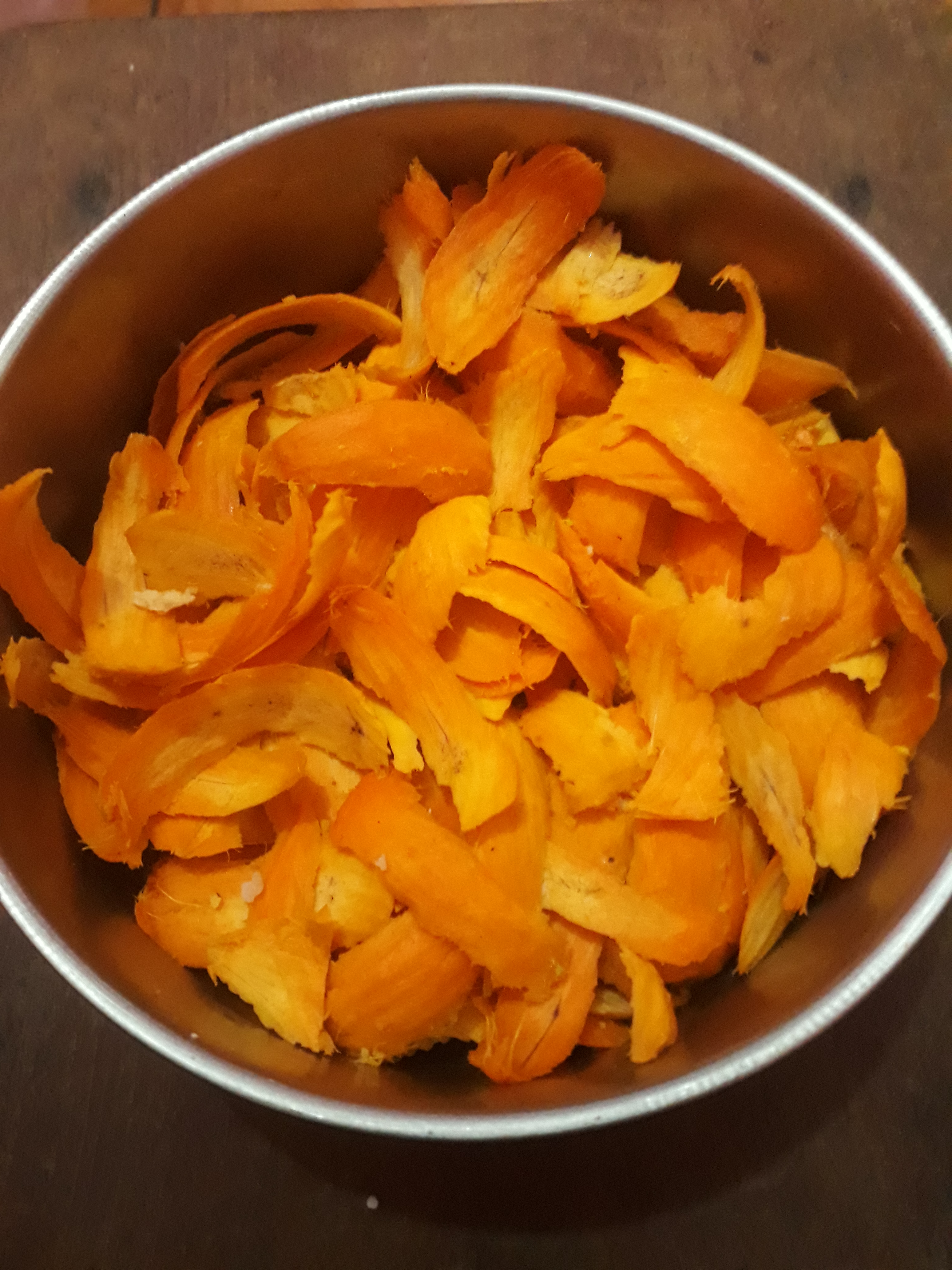
Polpa de tucumã

O óleo da polpa do tucumã tem elevado teor de carotenóides (por isso, com potencial pró-vitamina A), tendo alto valor para a indústria de alimentos. A espécie é nativa da região Amazônica, com centro de dispersão no Estado do Pará, incluindo Guiana Francesa e Suriname.

## Usos
O óleo da polpa do tucumã pode ser uma opção sustentável ao óleo de palma que é produzido na Ásia, muito usado na indústria alimentícia, e cuja extração causa a devastação de florestas asiáticas. Além disso, a criação de uma cadeia produtiva relacionada ao tucumã tem o potencial de levar desenvolvimento sustentável para as comunidades da região norte do Brasil, gerar renda familiar e incentivar a conservação da floresta.

## Características
Composição fisico-quimico óleo de tucumã
| Índice           | Unidade   | Especificação   |
| Ácidez           | mgKOH/g   | < 20,0          |
| Peroxido         | meq O2/Kg | < 15,0          |
| Iodo             | gl2/100g  | 70 - 80         |
| Saponificação    | mgKOH/g   | 180 - 200       |
| Densidade        | 25ºC g/ml | 0,900 - 0,982   |
| Refração (40 ºC) | -         | 1,4371 - 1,4523 |
| Ponto de fusão   | ºC        | 20 - 30         |

Composição do óleo de tucumã
| Índice                            | Unidade | Especificação |
| Ácido Palmítico (16:0)            | % Peso  | 23,0 - 28,0   |
| Ácido esteárico (18:0)            | %Peso   | 2,0 - 3,0     |
| Ácido oléico (C 18:0 Omega 9)     | %Peso   | 60,0 - 68,0   |
| Ácido Vacênico (C 18:1 Cis 11)    | %Peso   | 1,0 - 2,0     |
| Ácido linoléico (C 18:2 Omega 6)  | %Peso   | 1,0 - 3,0     |
| Ácido linolênico (C 18:3 Omega 3) | %Peso   | 2,0 - 4,0     |
| Saturado                          | %Peso   | 27            |
| Insaturado                        | %Peso   | 73            |